# Antico Tiro a Volo Open 2025
L' Antico Tiro a Volo Open 2025, chiamato anche ATV Bancomat Tennis Open per motivi di sponsorizzazione, è stato un torneo di tennis giocato sul terra rossa. È stata la 15ª edizione del torneo, la prima facente parte della categoria WTA 125 nell'ambito del WTA Challenger Tour 2025. Si è giocato al Circolo Antico Tiro a Volo di Roma in Italia dal 14 al 20 luglio 2025.

## Partecipanti al singolare

### Teste di serie
| Nazionalità   | Giocatrice             | Ranking* | Testa di serie |
| ------------- | ---------------------- | -------- | -------------- |
| Stati Uniti   | Varvara Lepchenko      | 121      | 1              |
| Lettonia      | Darja Semeņistaja      | 128      | 2              |
|               | Oksana Selechmet'eva   | 144      | 3              |
|               | Tat'jana Prozorova     | 156      | 4              |
| Liechtenstein | Kathinka von Deichmann | 159      | 5              |
| Rep. Ceca     | Dominika Šalková       | 165      | 6              |
| Serbia        | Lola Radivojević       | 173      | 7              |
| Belgio        | Hanne Vandewinkel      | 175      | 8              |

* Ranking al 30 giugno 2025.

### Altre partecipanti
Le seguenti giocatrici hanno ricevuto una wildcard per il tabellone principale:
- Alisa Oktiabreva
- Lisa Pigato
- Dalila Spiteri
- Aurora Zantedeschi

Le seguenti giocatrici sono passate dalle qualificazioni:
- Tyra Caterina Grant
- Amandine Hesse
- Ylena In-Albon
- Claire Liu

Le seguenti giocatrici sono entrate in tabellone come lucky loser:
- Alice Ramé
- Sapfo Sakellaridi

### Ritiri
Prima del torneo
- Camilla Rosatello → sostituita da  Sapfo Sakellaridi
- Sapfo Sakellaridi → sostituita da  Alice Ramé

## Partecipanti al doppio

### Teste di serie
| Nazione  | Giocatrice    | Nazione  | Giocatrice      | Ranking* | Testa di serie |
| -------- | ------------- | -------- | --------------- | -------- | -------------- |
| Brasile  | Laura Pigossi | Polonia  | Katarzyna Piter | 161      | 1              |
| Giappone | Momoko Kobori | Giappone | Ayano Shimizu   | 271      | 2              |

* Ranking al 30 giugno 2025.

### Altre partecipanti
La seguente coppia di giocatrici ha ricevuto una wildcard per il tabellone principale:
- Tyra Caterina Grant /  Lisa Pigato

## Campionesse

### Singolare
Petra Marčinko ha sconfitto in finale  Oksana Selechmet'eva con il punteggio di 6-3, 4-6, 6-3.

### Doppio
Cho I-hsuan /  Cho Yi-tsen hanno sconfitto in finale  Ekaterine Gorgodze /  Darja Semeņistaja con il punteggio di 4-6, 6-4, [10-6].